# Ensemble DRAj
Ensemble DRAj war eine Klezmer-Gruppe aus Deutschland. Das Ensemble DRAj widmete sich in seiner Arbeit dem Lied in jiddischer Sprache. Der Begriff draj ist die jiddische Bezeichnung für drei.

## Geschichte
Gegründet wurde Ensemble DRAj von Anette Krüger (Gesang), Ralf Kaupenjohann (Akkordeon) und Ludger Schmidt (Violoncello) 1996.
Am 9. November 1997 präsentierten sie erstmals das Programm Lieder aus den Ghettos der Öffentlichkeit im Kunstschacht Katernberg in Essen.
Im Jahr 2000 erschien beim Essener Label EthnoArt die erste CD Lieder aus den Ghettos. Im Jahr 2001 erhielt Ensemble DRAj eine Einladung zum 1. Buenos Aires Klezmer Festival nach Argentinien. Das Festival entfiel wegen der Anschläge in New York am 11. September 2001, ein Jahr später spielte das Ensemble DRAj auf Einladung des Goethe-Instituts Lissabon beim dortigen Festival Europa.
Die Sängerin Anette Krüger verließ 2003 das Ensemble DRAj. An ihrer Stelle sang Manuela Weichenrieder beim Auftritt in der neuen Formation beim 1. Bremer Klezmer Festival im September 2003.
2005 brachte der WDR 3 ein Feature über Ensemble DRAj. Zum Jahresbeginn 2006 erschien die CD Kinderjorn beim Bremer Label Laika. „CD der Woche“ bei bluerhythm.
Ensemble DRAj wurde vom WDR als deutscher Vertreter zum EBU Folk Music Festival 2006 nach Kaustinen (Finnland) entsandt. Beim Wettbewerb Creole – 1. Preis für Weltmusik aus NRW nahm DRAj an der Qualifikation zum Bundesentscheid teil. Im November 2006 startete die Gruppe ein neues Projekt mit dem Dortmunder Literaten Jürgen Wiersch im Maschinenhaus der Essener Zeche Carl.
2007 übertrug der WDR das Konzert im Dortmunder domicil in der Reihe Das Konzert. Im Jahr 2008 wurde das Ensemble DRAj als einzige deutsche Gruppe zum International Yewish Music Festival Amsterdam (NL) und zum Festival son del aire (ES) eingeladen, 2009 zum finnischen Festival Sata-Häme Soi nach Ikaalinen. Im Frühjahr 2009 gab es erste Auftritte mit den spanischen Musikern Germán Díaz (Drehleier) und Diego Martín (Schlagzeug) in Spanien. Daraus entstand ein gemeinsames Programm mit sephardischen Liedern, mit der das Quintett Ensemble DRAj y Marisco fresco jeweils im Herbst 2009 und 2010 durch Deutschland tourte. Im Jahr 2010 erschien in Spanien der Sampler nube de nanas para aspace mit einem Beitrag von Ensemble DRAj beim Label Producciones efímeras. Im Mai 2011 erschien die CD Ale shvestern ebenfalls beim Label Laika in Bremen. Im Herbst 2011 wurde das Ensemble DRAj zum Festival transVOCALE nach Frankfurt (Oder) eingeladen. Erneute Zusammenarbeit mit dem spanischen Duo Marisco fresco im Herbst 2012. Auftritt im Rahmen der 29. Ingolstädter Jazztage 2012 und des Festivals Klezmerwelten in Gelsenkirchen 2012.
Am 28. März 2017 löste sich das Trio auf.

## Stil
Das Ensemble DRAj versuchte, mit seinen kammermusikalischen Arrangements den jiddischen Liedtexten gerecht zu werden. Die eingesetzten musikalischen Stilmittel entsprachen dabei nicht denen der üblichen Klezmermusik. Die Mitglieder brachten dazu ihre Erfahrungen aus der Klassik, der Moderne und dem Jazz ein.

## Diskografie
- Lieder aus den Ghettos (2000; EthnoArt)
- Carnival der Kulturen 1. Weltmusik – Made im Ruhrgebiet (2001; EthnoArt), Sampler
- Kinderjorn (2006; Laika Records)
- O bittre Zeit. Lagerlieder 1933–1945. (2006; Dokumentations- und Informationszentrum (DIZ) Emslandlager, Papenburg), Sampler
- nube de nanas para aspace (2010; Producciones efímeras), Sampler
- Ale shvestern (2011; Laika Records)